# Невероятният свят на Гъмбол
„Невероятният свят на Гъмбол“ (на английски: The Amazing World of Gumball) е анимационен сериал, създаден от Бен Бокле. Сериалът дебютира във Великобритания на 2 май 2011 г. и една седмица по-късно на 9 май 2011 г. в САЩ по Cartoon Network. Предпремиера е излъчена на 3 май 2011 г. в САЩ. Пилотния епизод е на 8 май 2008 г.

## Герои
| Име               | Описание | Пол |
| ----------------- | --- | --- |
| Гъмбол            | Гъмбол е главният герой и е непоправим оптимист и очарователно глуповат, който е готов да опита от всичко по веднъж – дори да пусне дух в тялото си за един ден. Той е синя котка с човешки качества. Единственото нещо, което научава от грешките си е как да допуска още повече. Гадже е с Пени. |     |
| Дарвин            | Преди години Дарвин е бил рибката – домашен любимец на Гъмбол, но след като един ден му порастват крака, с Гъмбол стават най-добри приятели. Впоследствие Дарвин става част от семейство Уотърсън. Поради особеното му минало, неговата гледна точка е леко изкривена и той обикновено се държи по-наивно от другите герои. И макар да е невинен и наивен, той е пълен с изненади... и с храна за рибки. Учи в гимназия „Елмор“, заедно с Гъмбол. Влюбен е в Кери. |     |
| Анаис             | Анаис е по-малката сестричка на Гъмбол и е най-умната в къщата. И въпреки че е страшно сладка, тя е дръзка и саркастична. Също така е неизчерпаем източник на идеи, дори когато семейството не я слуша. Няма приятели. |     |
| Никол             | Никол „носи панталоните“ в семейството, тя обича забавленията, но и следи за дисциплината. Работи във фабриката за дъга дълги часове и е най-отговорният човек в семейството. Обожава децата си и е готова на всичко за тях, дори да преследва Т-Рекс по магистралата, яхнала разярено куче. |     |
| Ричард            | Ричард е дебел розов заек, баща на Гъмбол. Той е напълно неподготвен за живота, не работи и се държи безотговорно. Повечето си свободно време прекарва като гледа телевизия или играе видеоигри, и дори невинаги се облича. Ричард има огромен апетит и е ненаситен за храна. Специалист е в това да седне на дивана, а на следващата секунда да е заспал толкова дълбоко, сякаш спи от цяла вечност.                                                              |     |
| Пени              | Красив „фъстък“, който в двадесети епизод на трети сезон озаглавен „Черупката“ („The Shell“ на английски) се оказва странно жълто същество с крила което променя формата си според настроението си. Тя е красива и е гаджето на Гъмбол. |     |
| Директор Браун    | Той е с дебел слой от кафява козина и е директор на гимназия „Елмор“,с фалшива диплома. Влюбен е в учителката госпожица Примат. |     |
| Госпожица Примат  | Примат, преподаващ в гимназия „Елмор“ от каменната епоха насам. Тя абсолютно презира Гъмбол и би направила всичко, само и само да попречи на пакостливите му планове. Директор Браун е влюбен в нея, а тя с удоволствие отвръща на чувствата му. Има 300 000-годишен стаж като учител. |     |
| Господин Смол     | Ученически съветник в гимназия „Елмор“, който не винаги дава добри съвети. Медитира. |     |
| Господин Корней   | Жаба учител, влюбен в медицинска сестра. Медитира. |     |
| Треньор Русо      | Едра треньорка по Физическо, която кара децата да спортуват. Дъщеря ѝ е Джейми. |     |
| Кери              | Кери е депресиран призрак безделник. Подобна на повечето емо деца, тя се радва да бъде нещастна. Учи в гимназия „Елмор“. Влюбена е в Дарвин. |     |
| Бобърт            | Робот, учещ в гимназия „Елмор“, който може да се превърне в огромна машина за разруха. Притежава огромна физическа сила и е най-силният в гимназията. |     |
| Тина Рекс         | Женски тиранозавър, който си пада малко побойник и учи в гимназия „Елмор“. |     |
| Тобайъс           | Колоритна личност, която учи в гимназия „Елмор“, има много пари и е приятел с Банана Джо. |     |
| Уилям             | Уилям е око с две крила, със способност да разруши всичко около себе си, ако поиска, заради неразбираемият му нечовешки глас. Учи в гимназия „Елмор“. |     |
| Джейми            | Джейми е съвременно момиче-минотавър, което е доста ниско. Учи в гимназия „Елмор“. В много епизоди тя е побойник. Дъщеря на Треньор Русо. |     |
| Банана Джо        | Банан, който е приятел с Тобайъс, Гъмбол и Дарвин, учи в гимназия „Елмор“. Клоунът на Елмор. |     |
| Алън              | Балон, който учи в гимназия „Елмор“ и е гадже с Кармен. |     |
| Кармен            | Кактус, учещ в гимназия „Елмор“. Тя е приятелката на Алан. Преди да учи в гимназия „Елмор“ е разбойничка. |     |
| Тери              | Плоско мече от хартия, което обича забавленията и има огромен страх от микроби. Учи в гимназия „Елмор“. |     |
| Съси              | Ходеща брадичка, учи в гимназия „Елмор“, и е доста добронамерена, и много странна. |     |
| Очо               | Очо е извънземно/космически кораб със стил от компютърна игра, учи в гимназия „Елмор“ и може да стреля. Има компютърен глас. |     |
| Клейтън           | Топка пластелин, която може да си променя формата. Учи в гимназия „Елмор“ и лъже много. |     |
| Айдахо            | Картофче, учещо в гимназия „Елмор“, което е много кротко. |     |
| Джу               | Ходещ касетофон, който има два режима на говор: бийтбокс и нормален говор. Учи в гимназия „Елмор“. Иска да говори, но не може да комуникира с езика на другите, защото ръцете са му прекалено къси, за да достигне ключът му за променяне от режим на музика на режим на говор. |     |
| Лесли             | Ходещо цвете в саксия. Учи в гимназия „Елмор“. Живее като растение. Той винаги е на мода и иска постоянно да е красив и чаровен. |     |
| Масами            | Облак, който учи в гимназия „Елмор“ и може да изстрелва гръмотевици и светкавици, да направи вихрушка и дори да направи торнадо, когато е ядосана. |     |
| Антън             | Препечена ходеща филийка хляб, която учи в гимназия „Елмор“. В един епизод Гъмбол и Дарвин се чудят, как той оцелява след много случаи на гибел. Намират, че родителите му го създават, като слагат филия хляб в специален тостер. След това Гъмбол и Дарвин създават над двадесет клонинги на Антън, обаче един е препечен, а другите са недопечени. |     |
| Хектор            | Космат гигант, който учи в гимназия „Елмор“ и има голям проблем с емоциите си. Той е най-високият в гимназията. Ако някой му каже, че е скучен-смятайте града за сринат до основи. Ако в Елмор-плюс той иска да сте приятели и ако кажете Да ще разруши града, ако каже Не отново ще го направи. |     |
| Господин Робинсън | Кукла, която е пенсионер и често е много ядосана. |     |
| Госпожа Робинсън  | Кукла, която е пенсионерка. Съпруга е на Господин Робинсън. Никой не я разбира тя говори само Ме-ме-ме. Зла е. |     |
| Роки              | Кукла, чистач е в гимназия „Елмор“. Син е на Господин Робинсън. Той е много разочарован от него. |     |
| Хари Геджис       | Незнайния съсед на семейство Уотърсън. Пощальон е. Гъмбол и семейството му не знаеха името му за дълго време до 9 епизод на 6 сезон – Съседът (на английски: The Neighbor). Всички други го познават като Гари Хеджис. |     |
| Лари              | 3D камък, който работи на повечето места в Елмор. |     |
| Сара              | Ходещ сладолед, която е влюбена в Гъмбол и Дарвин. |     |
| Феликс            | Яйце-зубър, учещо в гимназия „Елмор“. Участва в Клубът на Отхвърлените, където участват Очо, Робърт, и Колин. |     |
| Колин             | Яйце-зубър, като Феликс – най-добрия му приятел, учещо в гимназия „Елмор“. Носи очила. Главатар е в Клубът на Отхвърлените. |     |
| Луи               | Черна мишка – гадже на бабата на Гъмбол. |     |
| Роб               | Иска да унищожи Гъмбол и всеки, когото той обича. Когато Гъмбол, Дарвин и Господин Смол отиват да търсят Моли в светът на Никоите, те не го забелязват и той се вкопчва в живота като се закача на хипи-ванът на Господин Смол – Джанис. |     |
| Моли              | Динозавър не като Тина, а по-скоро по-малък анимиран брахиозавър с дълга шия. За Гъмбол и за целия клас тя е много досадна със скучните ѝ истории. Тя е изчезнала в светът на Никоите. |     |

## „Невероятният свят на Гъмбол“ в България
В България започна с епизод 16 на 1 април 2012 г. и продължава в сряда от 18:30, но отново в разбъркан ред по локалната версия на Cartoon Network. Трети сезон започва на 8 септември 2014 г. с разписание всеки делничен ден от 16:45. На 27 април 2015 г. започва излъчването на нови епизоди от трети сезон.

## Синхронен дублаж
Сериалът „Невероятният свят на Гъмбол“ има синхронен дублаж на Александра Аудио. Екипът се състои от:
| Роля   | Изпълнител |
| ------ | --- |
| Гъмбол | Васил Пейков (Сезон 1 – 2) Михаил Пейков (Сезон 3) Лорина Камбурова (Сезон 4 – 6) Августина-Калина Петкова (Сезон 7) |
| Дарвин | Даниел Кукушев (Сезон 1 – 2) Андрей Йорданов (Сезон 3) Маргарита Костова (Сезон 4 – 7)                               |
| Анаис  | Малена Шишкова (Сезон 1 – 3) Радослава Неделчева (Сезон 4 – 6)                                                       |
| Никол  | Златина Тасева |
| Ричард | Анатолий Божинов |

| Изпълнителен продуцент | Васил Новаков |
| Преводач               | Вилма Карталска |
| Озвучаващи артисти     | Васил Пейков Михаил Пейков Даниел Кукушев Андрей Йорданов Маргарита Костова Малена Шишкова Татяна Етимова Георги Стоянов Петър Бонев Георги Спасов Лина Шишкова Вилма Карталска Стоян Цветков Живко Джуранов |
| Тонрежисьор            | Пламен Чернев |
| Режисьор на дублажа    | Десислава Софранова (Сезон 1) Анатолий Божинов (Сезон 2 – 6) |